# Lista medaliaților olimpici la patinaj viteză
Lista medaliaților olimpici la patinaj viteză, cuprinde pe primii trei clasați la jocurile olimpice.

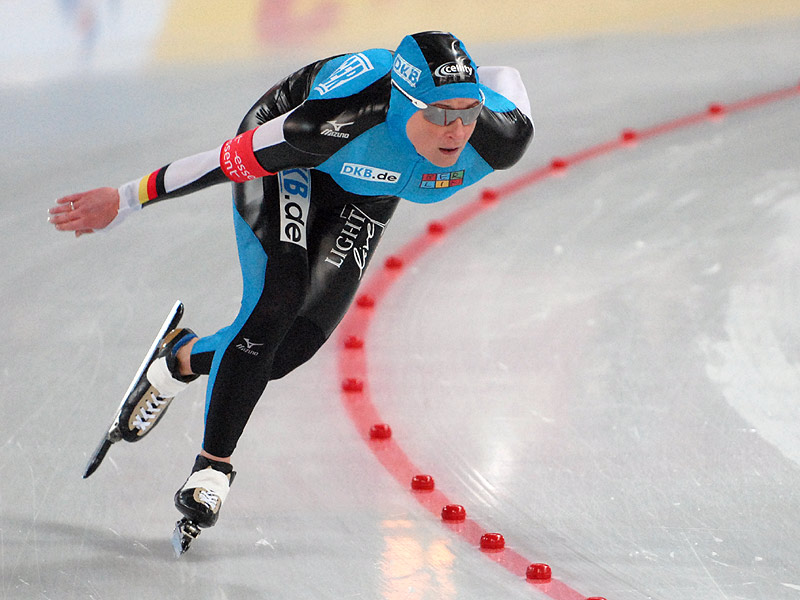
Claudia Pechstein

## Bărbați

### 500 m
| Olimpiada | Aur                                         | Argint                                                        | Bronz                                |
| --------- | ------------------------------------------- | ------------------------------------------------------------- | ------------------------------------ |
| 1924      | Charles Jewtraw (USA)                       | Oskar Olsen (NOR)                                             | Roald Larsen (NOR) Finlanda          |
| 1928      | Bernt Evensen (NOR) Finlanda                |                                                               | John Farrell (USA) Finlanda Norvegia |
| 1932      | John Shea (Eisschnellläufer) (USA)          | Bernt Evensen (NOR)                                           | Alexander Hurd (CAN)                 |
| 1936      | Ivar Ballangrud (NOR)                       | Georg Krog (NOR)                                              | Leonard Freisinger (USA)             |
| 1948      | Finn Helgesen (NOR)                         | Kenneth Bartholomew (USA) Norvegia Statele Unite ale Americii |                                      |
| 1952      | Kenneth Henry (USA)                         | Donald McDermott (USA)                                        | Gordon Audley (CAN) Norvegia         |
| 1956      | Jewgeni Romanowitsch Grischin (URS)         | Rafael Gratsch (URS)                                          | Alv Gjestvang (NOR)                  |
| 1960      | Jewgeni Romanowitsch Grischin (URS)         | William Disney (USA)                                          | Rafael Gratsch (URS)                 |
| 1964      | Richard McDermott (USA)                     | Alv Gjestvang (NOR) Uniunea Sovietică                         |                                      |
| 1968      | Erhard Keller (FRG)                         | Magne Thomassen (NOR) Statele Unite ale Americii              |                                      |
| 1972      | Erhard Keller (FRG)                         | Hasse Borges (SWE)                                            | Waleri Muratow (URS)                 |
| 1976      | Jewgeni Nikolajewitsch Kulikow (URS)        | Waleri Muratow (URS)                                          | Daniel Immerfall (USA)               |
| 1980      | Eric Heiden (USA)                           | Jewgeni Nikolajewitsch Kulikow (URS)                          | Lieuwe de Boer (NED)                 |
| 1984      | Sergei Rostislawowitsch Fokitschew (URS)    | Yoshihiro Kitazawa (JPN)                                      | Gaétan Boucher (CAN)                 |
| 1988      | Uwe-Jens Mey (GDR)                          | Jan Ykema (NED)                                               | Akira Kuroiwa (JPN)                  |
| 1992      | Uwe-Jens Mey (GER)                          | Toshiyuki Kuroiwa (JPN)                                       | Junichi Inoue (JPN)                  |
| 1994      | Alexander Wjatscheslawowitsch Golubew (RUS) | Sergej Klewschenia (RUS)                                      | Manabu Horii (JPN)                   |
| 1998      | Hiroyasu Shimizu (JPN)                      | Jeremy Wotherspoon (CAN)                                      | Kevin Overland (CAN)                 |
| 2002      | Casey FitzRandolph (USA)                    | Hiroyasu Shimizu (JPN)                                        | Kip Carpenter (USA)                  |
| 2006      | Joey Cheek (USA)                            | Dmitri Michailowitsch Dorofejew (RUS)                         | Lee Kang-seok (KOR)                  |
| 2010      | Mo Tae-bum (KOR)                            | Keiichirō Nagashima (JPN)                                     | Jōji Katō (JPN)                      |

### 1000 m
| Olimpiada | Aur                                  | Argint                  | Bronz                           |
| --------- | ------------------------------------ | ----------------------- | ------------------------------- |
| 1976      | Peter Mueller (USA)                  | Jörn Didriksen (NOR)    | Waleri Muratow (URS)            |
| 1980      | Eric Heiden (USA)                    | Gaétan Boucher (CAN)    | Wladimir Lobanow (URS) Norvegia |
| 1984      | Gaétan Boucher (CAN)                 | Sergei Chlebnikow (URS) | Kai Arne Engelstad (NOR)        |
| 1988      | Nikolai Alexejewitsch Guljajew (URS) | Uwe-Jens Mey (GDR)      | Igor Schelesowski (URS)         |
| 1992      | Olaf Zinke (GER)                     | Kim Yoon-Man (KOR)      | Yukinori Miyabe (JPN)           |
| 1994      | Dan Jansen (USA)                     | Igor Schelesowski (BLR) | Sergej Klewschenia (RUS)        |
| 1998      | Ids Postma (NED)                     | Jan Bos (NED)           | Hiroyasu Shimizu (JPN)          |
| 2002      | Gerard van Velde (NED)               | Jan Bos (NED)           | Joey Cheek (USA)                |
| 2006      | Shani Davis (USA)                    | Joey Cheek (USA)        | Erben Wennemars (NED)           |
| 2010      | Shani Davis (USA)                    | Mo Tae-bum (KOR)        | Chad Hedrick (USA)              |

### 1500 m
| Olimpiada | Aur                                                   | Argint                           | Bronz                    |
| --------- | ----------------------------------------------------- | -------------------------------- | ------------------------ |
| 1924      | Clas Thunberg (FIN)                                   | Roald Larsen (NOR)               | Sigurd Moen (NOR)        |
| 1928      | Clas Thunberg (FIN)                                   | Bernt Evensen (NOR)              | Ivar Ballangrud (NOR)    |
| 1932      | John Shea (Eisschnellläufer) (USA)                    | Alexander Hurd (CAN)             | William F. Logan (CAN)   |
| 1936      | Charles Mathiesen (NOR)                               | Ivar Ballangrud (NOR)            | Birger Wasenius (FIN)    |
| 1948      | Sverre Farstad (NOR)                                  | Åke Seyffarth (SWE)              | Odd Lundberg (NOR)       |
| 1952      | Hjalmar Andersen (NOR)                                | Willem van der Voort (NED)       | Roald Aas (NOR)          |
| 1956      | Jewgeni Romanowitsch Grischin (URS) Uniunea Sovietică |                                  | Toivo Salonen (FIN)      |
| 1960      | Roald Aas (NOR) Uniunea Sovietică                     |                                  | Boris Stenin (URS)       |
| 1964      | Ants Antson (URS)                                     | Cornelis Verkerk (NED)           | Villy Haugen (NOR)       |
| 1968      | Cornelis Verkerk (NED)                                | Ivar Eriksen (NOR) Țările de Jos |                          |
| 1972      | Adrianus Schenk (NED)                                 | Roar Grønvold (NOR)              | Göran Claeson (SWE)      |
| 1976      | Jan Egil Storholt (NOR)                               | Juri Kondakow (URS)              | Hans van Helden (NED)    |
| 1980      | Eric Heiden (USA)                                     | Kai Arne Stenshjemmet (NOR)      | Terje Andersen (NOR)     |
| 1984      | Gaétan Boucher (CAN)                                  | Sergei Chlebnikow (URS)          | Oleg Bogiew (URS)        |
| 1988      | André Hoffmann (GDR)                                  | Eric Flaim (USA)                 | Michael Hadschieff (AUT) |
| 1992      | Johann Olav Koss (NOR)                                | Ådne Søndrål (NOR)               | Leo Visser (NED)         |
| 1994      | Johann Olav Koss (NOR)                                | Rintje Ritsma (NED)              | Falko Zandstra (NED)     |
| 1998      | Ådne Søndrål (NOR)                                    | Ids Postma (NED)                 | Rintje Ritsma (NED)      |
| 2002      | Derek Parra (USA)                                     | Jochem Uytdehaage (NED)          | Ådne Søndrål (NOR)       |
| 2006      | Enrico Fabris (ITA)                                   | Shani Davis (USA)                | Chad Hedrick (USA)       |
| 2010      | Mark Tuitert (NED)                                    | Shani Davis (USA)                | Håvard Bøkko (NOR)       |

### 5000 m
| Olimpiada | Aur                                   | Argint                          | Bronz                      |
| --------- | ------------------------------------- | ------------------------------- | -------------------------- |
| 1924      | Clas Thunberg (FIN)                   | Julius Skutnabb (FIN)           | Roald Larsen (NOR)         |
| 1928      | Ivar Ballangrud (NOR)                 | Julius Skutnabb (FIN)           | Bernt Evensen (NOR)        |
| 1932      | Irving Jaffee (USA)                   | Edward Murphy (USA)             | William F. Logan (CAN)     |
| 1936      | Ivar Ballangrud (NOR)                 | Birger Wasenius (FIN)           | Antero Ojala (FIN)         |
| 1948      | Reidar Liaklev (NOR)                  | Odd Lundberg (NOR)              | Göthe Hedlund (SWE)        |
| 1952      | Hjalmar Andersen (NOR)                | Cornelis Broekman (NED)         | Sverre Ingolf Haugli (NOR) |
| 1956      | Boris Arsenjewitsch Schilkow (URS)    | Sigvard Ericsson (SWE)          | Oleg Gontscharenko (URS)   |
| 1960      | Wiktor Iwanowitsch Kossitschkin (URS) | Knut Johannesen (NOR)           | Jan Pesman (NED)           |
| 1964      | Knut Johannesen (NOR)                 | Per Ivar Moe (NOR)              | Fred Anton Maier (NOR)     |
| 1968      | Fred Anton Maier (NOR)                | Cornelis Verkerk (NED)          | Petrus Nottet (NED)        |
| 1972      | Adrianus Schenk (NED)                 | Roar Grønvold (NOR)             | Sten Stensen (NOR)         |
| 1976      | Sten Stensen (NOR)                    | Piet Kleine (NED)               | Hans van Helden (NED)      |
| 1980      | Eric Heiden (USA)                     | Kai Arne Stenshjemmet (NOR)     | Tom Erik Oxholm (NOR)      |
| 1984      | Tomas Gustafson (SWE)                 | Igor Alexejewitsch Malkow (URS) | René Schöfisch (GDR)       |
| 1988      | Tomas Gustafson (SWE)                 | Leo Visser (NED)                | Gerard Kemkers (NED)       |
| 1992      | Geir Karlstad (NOR)                   | Falko Zandstra (NED)            | Leo Visser (NED)           |
| 1994      | Johann Olav Koss (NOR)                | Kjell Storelid (NOR)            | Rintje Ritsma (NED)        |
| 1998      | Gianni Romme (NED)                    | Rintje Ritsma (NED)             | Bart Veldkamp (BEL)        |
| 2002      | Jochem Uytdehaage (NED)               | Derek Parra (USA)               | Jens Boden (GER)           |
| 2006      | Chad Hedrick (USA)                    | Sven Kramer (NED)               | Enrico Fabris (ITA)        |
| 2010      | Sven Kramer (NED)                     | Lee Seung-Hoon (KOR)            | Iwan Skobrew (RUS)         |

### 10.000 m
| Olimpiada | Aur                                | Argint                                | Bronz                              |
| --------- | ---------------------------------- | ------------------------------------- | ---------------------------------- |
| 1924      | Julius Skutnabb (FIN)              | Clas Thunberg (FIN)                   | Roald Larsen (NOR)                 |
| 1928      | Concurs întrerupt din cauza vremii | Concurs întrerupt din cauza vremii    | Concurs întrerupt din cauza vremii |
| 1932      | Irving Jaffee (USA)                | Ivar Ballangrud (NOR)                 | Frank Stack (CAN)                  |
| 1936      | Ivar Ballangrud (NOR)              | Birger Wasenius (FIN)                 | Max Stiepl (AUT)                   |
| 1948      | Åke Seyffarth (SWE)                | Lauri Parkkinen (FIN)                 | Pentti Lammio (FIN)                |
| 1952      | Hjalmar Andersen (NOR)             | Cornelis Broekman (NED)               | Carl-Erik Asplund (SWE)            |
| 1956      | Sigvard Ericsson (SWE)             | Knut Johannesen (NOR)                 | Oleg Gontscharenko (URS)           |
| 1960      | Knut Johannesen (NOR)              | Wiktor Iwanowitsch Kossitschkin (URS) | Kjell Bäckman (SWE)                |
| 1964      | Jonny Nilsson (SWE)                | Fred Anton Maier (NOR)                | Knut Johannesen (NOR)              |
| 1968      | Johnny Höglin (SWE)                | Fred Anton Maier (NOR)                | Örjan Sandler (SWE)                |
| 1972      | Adrianus Schenk (NED)              | Cornelis Verkerk (NED)                | Sten Stensen (NOR)                 |
| 1976      | Piet Kleine (NED)                  | Sten Stensen (NOR)                    | Hans van Helden (NED)              |
| 1980      | Eric Heiden (USA)                  | Piet Kleine (NED)                     | Tom Erik Oxholm (NOR)              |
| 1984      | Igor Alexejewitsch Malkow (URS)    | Tomas Gustafson (SWE)                 | René Schöfisch (GDR)               |
| 1988      | Tomas Gustafson (SWE)              | Michael Hadschieff (AUT)              | Leo Visser (NED)                   |
| 1992      | Bart Veldkamp (NED)                | Johann Olav Koss (NOR)                | Geir Karlstad (NOR)                |
| 1994      | Johann Olav Koss (NOR)             | Kjell Storelid (NOR)                  | Bart Veldkamp (NED)                |
| 1998      | Gianni Romme (NED)                 | Bob de Jong (NED)                     | Rintje Ritsma (NED)                |
| 2002      | Jochem Uytdehaage (NED)            | Gianni Romme (NED)                    | Lasse Sætre (NOR)                  |
| 2006      | Bob de Jong (NED)                  | Chad Hedrick (USA)                    | Carl Verheijen (NED)               |
| 2010      | Lee Seung-hun (KOR)                | Iwan Skobrew (RUS)                    | Bob de Jong (NED)                  |

### Ștafetă
| Olimpiada | Aur                                                                       | Argint                                                                        | Bronz                                                                               |
| --------- | ------------------------------------------------------------------------- | ----------------------------------------------------------------------------- | ----------------------------------------------------------------------------------- |
| 2006      | Italia Matteo Anesi Stefano Donagrandi Enrico Fabris Ippolito Sanfratello | Canada Arne Dankers Steven Elm Denny Morrison Jason Parker Justin Warsylewicz | Țările de Jos Sven Kramer Rintje Ritsma Mark Tuitert Carl Verheijen Erben Wennemars |
| 2010      | Canada Mathieu Giroux Lucas Makowsky Denny Morrison                       | Statele Unite ale Americii Brian Hansen Chad Hedrick Jonathan Kuck            | Țările de Jos Jan Blokhuijsen Sven Kramer Mark Tuitert                              |

## Femei
De la Jocurile Olimpice de iarnă din 1960, de la Torino, la femei există la patinaj viteză, distanțele de 500, 1000, 1500, 3000 m, din anul 1988 există proba 5000 de m, la care s-a adăugat în 2006 și proba de urmărire.

### 500 m
| Olimpiada | Aur                                | Argint                                         | Bronz                                |
| --------- | ---------------------------------- | ---------------------------------------------- | ------------------------------------ |
| 1932      | Jean Wilson (CAN)                  | Elizabeth Dubois (USA)                         | Kit Klein (USA)                      |
| 1960      | Helga Haase (GDR)                  | Natalia Dontschenko (URS)                      | Jeanne Ashworth (USA)                |
| 1964      | Lidija Pawlowna Skoblikowa (URS)   | Irina Jegorowa (URS)                           | Tatjana Sidirowa (URS)               |
| 1968      | Ljudmila Jewgenjewna Titowa (URS)  | Jennifer Fish (USA) Statele Unite ale Americii |                                      |
| 1972      | Anne Henning (USA)                 | Vera Krasnowa (URS)                            | Ljudmila Jewgenjewna Titowa (URS)    |
| 1976      | Sheila Young (USA)                 | Cathy Priestner (CAN)                          | Tatjana Borissowna Awerina (URS)     |
| 1980      | Karin Enke (GDR)                   | Lea Mueller-Poulos (USA)                       | Natalja Anatoljewna Petrussewa (URS) |
| 1984      | Christa Luding-Rothenburger (GDR)  | Karin Enke (GDR)                               | Natalia Schiwe (URS)                 |
| 1988      | Bonnie_Blair (USA)                 | Christa Luding-Rothenburger (GDR)              | Karin Enke (GDR)                     |
| 1992      | Bonnie_Blair (USA)                 | Ye Qiaobo (CHN)                                | Christa Luding-Rothenburger (GER)    |
| 1994      | Bonnie_Blair (USA)                 | Susan Auch (CAN)                               | Franziska Schenk (GER)               |
| 1998      | Catriona LeMay-Doan (CAN)          | Susan Auch (CAN)                               | Tomomi Okazaki (JPN)                 |
| 2002      | Catriona LeMay-Doan (CAN)          | Monique Garbrecht-Enfeldt (GER)                | Sabine Völker (GER)                  |
| 2006      | Swetlana Sergejewna Schurowa (RUS) | Wang Manli (CHN)                               | Ren Hui (CHN)                        |
| 2010      | Lee Sang-hwa (KOR)                 | Jenny Wolf (GER)                               | Wang Beixing (CHN)CAN                |

### 1000 m
| Olimpiada | Aur                                  | Argint                            | Bronz                                |
| --------- | ------------------------------------ | --------------------------------- | ------------------------------------ |
| 1932      | Elizabeth Dubois (USA)               | Hattie Donaldson (CAN)            | Dorothy Franey (USA)                 |
| 1960      | Klara Iwanowna Gussewa (URS)         | Helga Haase (GDR)                 | Tamara Rylowa (URS)                  |
| 1964      | Lidija Pawlowna Skoblikowa (URS)     | Irina Jegorowa (URS)              | Kaija Mustonen (FIN)                 |
| 1968      | Carolina Geijssen (NED)              | Ljudmila Jewgenjewna Titowa (URS) | Dianne Holum (USA)                   |
| 1972      | Monika Pflug (FRG)                   | Atje Keulen-Deelstra (NED)        | Anne Henning (USA)                   |
| 1976      | Tatjana Borissowna Awerina (URS)     | Lea Mueller-Poulos (USA)          | Sheila Young (USA)                   |
| 1980      | Natalja Anatoljewna Petrussewa (URS) | Lea Mueller-Poulos (USA)          | Sylvia Albrecht (GDR)                |
| 1984      | Karin Enke (GDR)                     | Andrea Ehrig-Mitscherlich (GDR)   | Natalja Anatoljewna Petrussewa (URS) |
| 1988      | Christa Luding-Rothenburger (GDR)    | Karin Enke (GDR)                  | Bonnie Blair (USA)                   |
| 1992      | Bonnie Blair (USA)                   | Ye Qiaobo (CHN)                   | Monique Garbrecht-Enfeldt (GER)      |
| 1994      | Bonnie Blair (USA)                   | Anke Baier (GER)                  | Ye Qiaobo (CHN)                      |
| 1998      | Marianne Timmer (NED)                | Chris Witty (USA)                 | Catriona LeMay-Doan (CAN)            |
| 2002      | Chris Witty (USA)                    | Sabine Völker (GER)               | Jennifer Rodriguez (USA)             |
| 2006      | Marianne Timmer (NED)                | Cindy Klassen (CAN)               | Anni Friesinger (GER)                |
| 2010      | Christine Nesbitt (CAN)              | Annette Gerritsen (NED)           | Laurine van Riessen (NED)            |

### 1500 m
| Olimpiada | Aur                                 | Argint                          | Bronz                                |
| --------- | ----------------------------------- | ------------------------------- | ------------------------------------ |
| 1932      | Kit Klein (USA)                     | Jean Wilson (CAN)               | Helen Bina (USA)                     |
| 1960      | Lidija Pawlowna Skoblikowa (URS)    | Elvira Seroczynska (POL)        | Helena Pilejczyk (POL)               |
| 1964      | Lidija Pawlowna Skoblikowa (URS)    | Kaija Mustonen (FIN)            | Berta Kolokoltsewa (URS)             |
| 1968      | Kaija Mustonen (FIN)                | Carolina Geijssen (NED)         | Christina Baas-Kaiser (NED)          |
| 1972      | Dianne Holum (USA)                  | Christina Baas-Kaiser (NED)     | Atje Keulen-Deelstra (NED)           |
| 1976      | Galina Andrejewna Stepanskaja (URS) | Sheila Young (USA)              | Tatjana Borissowna Awerina (URS)     |
| 1980      | Annie Borckink (NED)                | Ria Visser (NED)                | Sabine Becker (GDR)                  |
| 1984      | Karin Enke (GDR)                    | Andrea Ehrig-Mitscherlich (GDR) | Natalja Anatoljewna Petrussewa (URS) |
| 1988      | Yvonne van Gennip (NED)             | Karin Enke (GDR)                | Andrea Ehrig-Mitscherlich (GDR)      |
| 1992      | Jacqueline Börner (GER)             | Gunda Niemann-Stirnemann (GER)  | Seiko Hashimoto (JPN)                |
| 1994      | Emese Hunyady (AUT)                 | Swetlana Fedotkina (RUS)        | Gunda Niemann-Stirnemann (GER)       |
| 1998      | Marianne Timmer (NED)               | Gunda Niemann-Stirnemann (GER)  | Chris Witty (USA)                    |
| 2002      | Anni Friesinger (GER)               | Sabine Völker (GER)             | Jennifer Rodriguez (USA)             |
| 2006      | Cindy Klassen (CAN)                 | Kristina Groves (CAN)           | Ireen Wüst (NED)                     |
| 2010      | Ireen Wüst (NED)                    | Kristina Groves (CAN)           | Martina Sáblíková (CZE)              |

### 3000 m
| Olimpiada | Aur                                  | Argint                                             | Bronz                       |
| --------- | ------------------------------------ | -------------------------------------------------- | --------------------------- |
| 1960      | Lidija Pawlowna Skoblikowa (URS)     | Valentina Stenina (URS)                            | Eevi Huttunen (FIN)         |
| 1964      | Lidija Pawlowna Skoblikowa (URS)     | Coreea de Nord.Pil Hwa-Han Valentina Stenina (URS) |                             |
| 1968      | Johanna Schut (NED)                  | Kaija Mustonen (FIN)                               | Christina Baas-Kaiser (NED) |
| 1972      | Christina Baas-Kaiser (NED)          | Dianne Holum (USA)                                 | Atje Keulen-Deelstra (NED)  |
| 1976      | Tatjana Borissowna Awerina (URS)     | Andrea Ehrig-Mitscherlich (GDR)                    | Lisbeth Korsmo (NOR)        |
| 1980      | Bjørg Eva Jensen (NOR)               | Sabine Becker (GDR)                                | Beth Heiden (USA)           |
| 1984      | Andrea Ehrig-Mitscherlich (GDR)      | Karin Enke (GDR)                                   | Gabriele Zange (GDR)        |
| 1988      | Yvonne van Gennip (NED)              | Andrea Ehrig-Mitscherlich (GDR)                    | Gabriele Zange (GDR)        |
| 1992      | Gunda Niemann-Stirnemann (GER)       | Heike Warnicke (GER)                               | Emese Hunyady (AUT)         |
| 1994      | Swetlana Walerjewna Baschanowa (RUS) | Emese Hunyady (AUT)                                | Claudia Pechstein (GER)     |
| 1998      | Gunda Niemann-Stirnemann (GER)       | Claudia Pechstein (GER)                            | Anni Friesinger (GER)       |
| 2002      | Claudia Pechstein (GER)              | Renate Groenewold (NED)                            | Cindy Klassen (CAN)         |
| 2006      | Ireen Wüst (NED)                     | Renate Groenewold (NED)                            | Cindy Klassen (CAN)         |
| 2010      | Martina Sáblíková (CZE)              | Stephanie Beckert (GER)                            | Kristina Groves (CAN)       |

### 5000 m
| Olimpiada | Aur                            | Argint                          | Bronz                      |
| --------- | ------------------------------ | ------------------------------- | -------------------------- |
| 1988      | Yvonne van Gennip (NED)        | Andrea Ehrig-Mitscherlich (GDR) | Gabriele Zange (GDR)       |
| 1992      | Gunda Niemann-Stirnemann (GER) | Heike Warnicke (GER)            | Claudia Pechstein (GER)    |
| 1994      | Claudia Pechstein (GER)        | Gunda Niemann-Stirnemann (GER)  | Hiromi Yamamoto (JPN)      |
| 1998      | Claudia Pechstein (GER)        | Gunda Niemann-Stirnemann (GER)  | Ljudmila Prokaschewa (KAZ) |
| 2002      | Claudia Pechstein (GER)        | Gretha Smit (NED)               | Clara Hughes (CAN)         |
| 2006      | Clara Hughes (CAN)             | Claudia Pechstein (GER)         | Cindy Klassen (CAN)        |
| 2010      | Martina Sáblíková (CZE)        | Stephanie Beckert (GER)         | Clara Hughes (CAN)         |

### Ștafetă
| Olimpiada | Aur                                                                                           | Argint                                                                             | Bronz |
| --------- | --------------------------------------------------------------------------------------------- | ---------------------------------------------------------------------------------- | --- |
| 2006      | Germania Daniela Anschütz-Thoms Anni Friesinger Lucille Opitz Claudia Pechstein Sabine Völker | Canada Kristina Groves Clara Hughes Cindy Klassen Christine Nesbitt Shannon Rempel | Rusia Jekaterina Abramowa Warwara Baryschewa Galina Lichatschowa Jekaterina Lobyschewa Swetlana Vysokowa |
| 2010      | Germania Daniela Anschütz-Thoms Anni Friesinger-Postma Stephanie Beckert Katrin Mattscherodt  | Japonia Masako Hozumi Nao Kodaira Maki Tabata                                      | Polonia Katarzyna Bachleda-Curuś Katarzyna Woźniak Luiza Złotkowska                                      |